# Internetski trol
U internetskom nazivlju izraz trol označava osobu koja dolazi na internetske zajednice kao što su internetski forumi, sobe za razgovor (chat room), tematske grupe (newsgrupe) ili blogovi s jedinim ciljem da na njih šalje podjarujuće, podrugljive, grube, uvredljive poruke ili poruke koje nisu tema, kako bi namjerno dosađivala ostalim sudionicima, stvarala zavade, odnosno remetila tijek rasprave.
Pema Collinsovu rječniku, u internetskom nazivlju izraz trol označava osobu koja namjerno piše provokativne komentare u internetskoj raspravi.

## Troliranje, identitet i anonimnost
Stari izgredi s troliranjem izjednačivani su s potpaljivanjem, ali to se vremenom promijenilo suvremenom uporabom novosnih medija radi referiranja ka stvaranju sadržaja koji cilja na drugu osobu. Internetski rječnik NetLingo predlaže četiri stupnja troliranja: troliranje radi igranja, taktičko, strateško i dominacijsko troliranje.
Odnos između troliranja i potpaljivanja promatralo se u Kaliforniji na forumima otvorenog pristupa, na nizu modemom povezanih računala. CommuniTree je proradio 1978., a zatvoren je 1982. kad su mu pristupili srednjoškolski tinejdžeri jer je postao mrežnim smetlištem i mjestom zloporaba. Neki psiholozi smatraju da je potpaljivačko ponašanje prouzročeno deindividualiziranjem ili smanjenom samoprocjenom/samovrjednovanju (pojma o sebi, slike o sebi, deskripcija sebe): anonimnost internetskih poruka može dovesti do dezinhibicije među pojedincima Drugi smatraju da premda su potpaljivanje i troliranje često neugodni, mogu biti oblik normativno ponašanje koje izražava socijalni identitet određene korisničke skupine
Prema Tomu Postmesu, profesoru društvene i organizacijske psihologije na sveučilištima u Exeteru (Engleska) i Groningenu (Nizozemska), autoru djela Individuality and the Group (Individualnost i skupina), koji je proučavao ponašanje internetsko ponašanje preko dvadeset godina, "Trolovi teže nasilju, do razine koju su u stanju prouzročiti u okolini. Žele snažno raspaliti negativne strasti. Žele promicati antipatične emocije gađenja i vrijeđanja, što im daje morbidni osjećaj zadovoljstva."

## Obrasci ponašanja
Neki od prepoznatljivih obrazaca ponašanja kod trolova su:
- privlače ih tematske grupe na Newsnetu, oglasne ploče bulletin boardovi, forumi ili sobe za razgovor; obično ih ne privlače umne teme, nego mjesta gdje se lako raspale strasti: politika, spolnost, vjera i rasa
- nemaju mašte - seksistički ispadi na ženskim tematskim grupama, bogohuljenje na vjerskim i sl.
- krajnja pripremljenost - temeljito su pripremljeni da postanu vremenom predmetom podsmijeha, a problem postaje kad se na odredištu suradnici podijele na pristaše i protivnike
- lažni identitet - jer su trolovi slabićke naravi, nikad ne napišu vlastito ime, no kako zbog privatnosti većina korisnika interneta služi se lažnim imenom, lažni identitet nije jaki pokazatelj da se ima posla s trolom; trola nerijetko oda odabir imena
- unakrsno slanje poruka - slanje iste poruke na više mjesta, posebice ako se ne odnose na temu gdje je poslano
- slanje poruka izvan teme - poruke koje ne spadaju u temu (eng. "off topic") ne moraju biti namjerne, nego slučajne pogreške. Neupućenom posjetitelju koji dotad nije surađivao treba objasniti što je napravio, redovnog posjetitelja kratkom netiketom, a trola se mora ignorirati.
- stalno ponavljanje istog pitanja ili izjave može ukazivati na trola, kao i stalno zapitkivanje potpitanjima - može se raditi o trolu ili o previše pedantnoj osobi koja može zamoriti sugovornike, zbog čega je najbolje reagirati kao kod trola
- izbjegavanje odgovora - trolovi rijetko izravno odgovaraju na izravno pitanje jer im to razbija shemu pa su razvili način izbjegavanja
- tužni - trolovi su obično tužni usamljeni ljudi slabih društvenih umijeća pa su rijetko u stanju voditi ono što većina ljudi smatra normalnim razgovorom. Usprkos tome, egocentrično su opsjednuti svojom inteligencijom (koju po pravilu precjenjuju) do te mjere da to moraju dati do znanja svakome.

## Psihološka obilježja
Dvije studije objavljene 2013. i 2014. došle su do zaključaka da osobe koje su identificirani kao trolovi teže svojstvima tamne osobnosti i pokazuju znakove sadističkog poremećaja osobnosti, asocijalno i psihopatsko ponašanje i machiavellijanizam. Studija iz 2013. sugerira da je mnogo sličnosti između asocijalnih i potpaljivačkih trolovskih aktivnosti a studija iz 2014. sugerira da štetna svojstva osobnosti znana kao "tamna trijada osobnosti" treba istražiti u analizi troliranja i zaključila da se troliranje pokazuje kao "internetska manifestacija svakodnevno sadizma" Važnost im sugerira istraživačko povezivanje ovih osobina s bullyingom kod adolescenata i kod odraslih.
Studija iz 2014. smatra da trolovi operiraju kao agenti kaosa na internetu, koristeći se vrućim temama tako da čine korisnike reagirati tako da izgledaju pretjerano emotivni ili budalasti na neki način. Kad nesretnik upadne u trolovu stupicu, troliranje se nemilosrdno intenzivira za trolovu zabavu.
Zbog ovog se internetske novake rutinski upućuje "Ne hranite trolove!". Studija iz 2013. našla je da trolovi često imaju visoko očekivanje prema onom što znači biti uspješan, što je više nego što su trolovi u stvarnosti sposobni postići pa ovo rezultira u tome da vrijeđaju druge za koje misle da su uspješni, ali padaju ispod njihovih standarda.

## Članak ˝Što je internetski trol?˝ u novinama The Guardian
Ovo su zanimljivi dijelovi članka:
Trolovi nisu nimalo manje ugodni od ˝hejtera˝. Hejterima je cilj samo povrijediti neku osobu, a troleri žele započeti sukob, borbu i u tu raspravu uvući što više ljudi kako bi imali veću publiku. Izraz trolanje potječe iz tehnike ribarenja - kaži svoju glupost i gledaj kako svijet grize.
(eng. Trolls aren't necessarily any more pleasant than haters, but their agenda is different – they don't just want to insult a particular person, they want to start a fight – hopefully one that has a broader application, and brings in more people than just the object of their original trolling. The term derives from a fishing technique – say your stupid thing, watch the world bite.)
Rezultati toga ponekad mogu biti devastirajući, pogotovo za ljude koji su postali meta zbog toga što su priznali svoju ranjivost. Olivia Penpraze iz Melbournea u Australiji, 2010. godine je počela pisati blog o svojoj depresiji. Nakon nekog vremena počela je dobivati brojne poruke podrške, ali i poruke trolova koji su joj govorili da je toliko ružna ja joj je bolje da je mrtva nego živa. Počinila je samoubojstvo 2012. godine u dobi od 19 godina.
(eng. Now, the effects of this can be devastating, especially for people who are being attacked precisely because they admitted to a vulnerability in the first place. Olivia Penpraze, from Melbourne, Australia, started blogging about her depression in 2010. Over a period of time, amid many messages of support, some trolls told her that she ought to kill herself because she was so ugly she was better off dead. She took her own life two months ago, at the age of 19.)
Naravno da je moguće trolati i na puno manje nasilnoj razini, dovoljno je pronaći neku zajednicu na internetu gdje se očekuje određeni način razmišljanja i reći stvari koje će ih razjariti.
(eng. Of course it's possible to troll at a much less violent level, simply by stalking through internet communities where people might be expected to think in a particular way, and saying things that will wind them up.)
Ljudi misle da ste ozbiljni, a vi zapravo cijelo vrijeme pokušavate dobiti točno određenu reakciju od njih. To je ono o čemu se radi u filmu Borat i to naveliko. "Pretvarat ću se da sam nešto, kako bih te naveo da reagiraš na određeni način."
(eng. Other people think you're being genuine, and actually all you're doing is trying to get a reaction out of them. Borat is that gag, written big. 'I'm going to pretend to be one thing, in order to get you to respond in a particular way.')

## Vanjske poveznice
- Zoe Williams: What is an internet troll? , Guardian, 12. lipnja 2012.
- Owen Bowcott: Bill targeting internet 'trolls' gets wary welcome from websites , Guardian, 12. lipnja 2012.
- Internet Invaders: What Is a Troll?, NBC News